# 李国庆 (企业家)
李国庆（1964年10月1日—），男，中国企业家。当当网原CEO、联合创始人和首席大股东。

## 生平
1964年10月1日出生于北京，1987年毕业于北京大学社会学系。1993年创办北京科文经贸总公司并担任总经理。1996年在美国认识俞渝，三个月后与俞渝闪婚。
1997年，李国庆、俞渝夫妇创立当当网，于1999年11月上线。2000年2月，当当网获IDG集团、卢森堡剑桥投资、日本软银等机构的投资。2004年2月，当当网出让17.5%的股份获得老虎科技基金1100万美元投资，此后当当网开始涉足各种日用品的网上零售。2010年12月8日，带领当当在纽约证券交易所正式挂牌上市，使当当成为中国第一家完全基于线上业务、在美国上市的B2C网上商城。
2019年2月20日，当当创始人李国庆公开信宣布离开当当网。当当网表示，2019年1月开始，李国庆不再担任当当网任何职务，仍是公司股东。
2025年6月，网传李国庆与俞渝的相关财产分割案已达成最终和解，并于同年8月与北京大学校友、原德国之声中文部副主任张丹红举办婚礼。

## 李国庆、俞渝的离婚案与对当当网的股权纠纷
李国庆自述已于2019年7月底递交了离婚诉状。因离婚案的判决结果将会影响李国庆、俞渝对当当网股权分配，进而影响两人对当当网的控制权，故此离婚期间引发了一系列的风波。

### 股权现状
据北京当当科文电子商务有限公司于2020年8月10日发布的声明称：“俞渝、李国庆曾有“婚内约定”，与其子三方股权比例为 56：24：20，且已按该比例进行了工商变更。”因其家庭在当当整体的股权占比为93.26%，三人各自享有当当整体的股权份额为52.23%、22.38%、18.65%。

### 双方诉求
在离婚案的纠纷中，李国庆诉求“当当股权平分”，后又在新浪微博中发微博称俞渝“以感情未破裂为由不同意离婚”。截至目前（2020年8月）俞渝未在公开场合就离婚案以及股权纠纷发声。

### 离婚纠纷

#### 2019年10月10日·摔杯
李国庆在《进击的梦想家》节目采访中怒摔水杯，称俞渝用阴谋诡计将他赶出了當當。

#### 2020年4月26日·第一次抢公章
当当网方面称：当日早上9时34分，李国庆伙同5人闯入当当网办公区抢走几十枚公章、财务章，公司已经报警，並表示当当网以及关联公司公章、财务专用章即日作废。当当网副总裁阚敏在电话会议上回应称，李国庆称接管当当是自私越权，是违法的。
李国庆方面称：“李国庆先生于1999年11月9日创建当当公司。1996年，李国庆先生和俞渝女士结婚。俞渝女士才取得当当公司股权，并逐渐介入当当公司管理。现李国庆先生和俞渝女士尚未离婚，当当股权作为夫妻共同财产一人一半。李国庆先生要求召开当当股东会，设立董事会，俞渝女士不同意，公司监事也未履行职权。因此李国庆先生按照公司法规定召集股东会。当当公司小股东参加股东会并支持李国庆先生。选举李国庆先生为董事长和总经理。股东会决议获得半数以上股东同意。俞渝女士依然为公司股东和董事。2020年4月26日，根据股东会、董事会的决议，李国庆先生以董事长和总经理身份实施对当当公司的管理。当当公司承认李国庆先生为公司董事长和总经理。俞渝女士应当按照股东和董事的资格与李国庆先生展开对话。”
2020年4月28日，李国庆在微博上称：“当当股东之间出现了一些纠纷是暂时的。当当没错，员工没错。我们夫妻大股东之间没有做好，对大家造成困扰表示歉意”
2020年6月13日，中新网曾报道：“有消息称李国庆“抢公章”事件已经结案，调查结果为李国庆方面没有违法行为。”就此李国庆方面表示“属实”。当当网方面表示“令人震惊，当当已经提请行政复议”。

#### 2020年7月7日·第二次抢公章
当当网方面称：“今日清晨，李国庆再次诉诸武力，带二十多人，清晨强行进入当当，撬开多处保险柜，拿走资料。”
李国庆方面称：“当当董事长李国庆携董事及代理CEO、政府事务副总、人力资源副总、市场副总、财务法务副总等依法（股东会决议，董事会决议，公司章程）接管当当并开始办公。希望俞渝配合交接。相信司法公正。”
新京报报道“7月7日晚10点，李国庆离开香河园派出所，被警车带走，同行2名警官”
2020年7月8日凌晨，平安朝阳（北京市公安局朝阳分局官方微博）发布微博通报：“2020年7月7日7时许, 违法行为人李某庆(男，55岁)纠集他人，在朝阳区静安中心某公司办公场所内，采取强力开锁、限制他人人身自由等方式扰乱了该公司正常工作秩序。目前，朝阳公安分局已将李某庆等4名违法行为人依法行政拘留。”
2020年7月8日下午，当当网董事长俞渝现身北京市公安局朝阳分局。
2020年7月9日，中新网记者报道称：“当当网已于去年10月停止为李国庆缴纳社保。当当希望对李国庆刑事立案，依法追责，依法追回公章等，让公司恢复经营”
2020年7月8日晚，李国庆微博更新了一条落款为7月7日的回应：“作为股东会和董事会选举的董事长，依据股东会决议，带领管理团队接管当当，于理有据，于法有依。现在我被强制传唤，无论面临何种处罚，我坦然承当，求仁得仁，又何患哉？”、“我只想问俞渝一句：这几个月来你费尽心机给政府和公安施压，意图陷我于囹圄，如你所愿之后，再说未破裂云云，你良心安否？”
2020年7月19日晚，不久前被警方释放的李国庆在其个人微博上发布了名为《收拾心情再出发 让当当重现辉煌》的文章。

#### 儿子告父母
2020年8月9日，李国庆发布微博表示自己和俞渝成为了被告，原告为其儿子：“要求法院确认我和俞渝为他代持当当股份的代持协议有效”。就此李国庆发声：“证据材料、律师、律师费是俞渝提供的，对吧？”并表示，会在法律规则框架下和儿子过招。

#### 杀妻威胁
2020年8月14日，俞渝发布公开信称在8月12日的庭审中，李国庆威胁杀妻：“再不判，我就要杀人了！”对此，李国庆8月16日发文称“错了就是错了，敢作敢当当。我冲动说的话，我承认和检讨”。李国庆解释称：“俞渝现在居然还说感情没破裂，真的是要给我气炸了。一时没忍住，我对法院发表了情绪性言论。法官当场对我进行了口头批评，我也立刻向法官道歉。我也写了书面检查并且检讨了自己的情绪性言行。”

## 争议

### 被指低价套利
2015年七月，赶在中国时间7月9日A股上涨、美股尚未开市之际，由当当网当家人李国庆及其妻俞渝对当当网发起的低价私有化要约(低于前三十天的均价，基本是2年最低点的价格)，引发小股民集体抗议，李氏夫妇被指抢时差“低价套利”。愤怒的投资者组成维权团队发起维权网站，通过多种途径进行抗争，以期减少损失。

### 涉刘强东言论
2018年12月23日李国庆就刘强东事件发表“婚外性无害”等言论。2018年12月24日，当当网强烈谴责李国庆的此番言论，称李国庆离开当当网管理层、决策层已有一段时间，其言论仅代表个人观点，已要求李国庆将当当标识从其微博删除。李国庆为涉刘强东言论道歉。此外，中国媒体《中国妇女报》发布题为《“婚外性无害”是在挑战道德底线》的文章对李国庆上述言论痛批。 12月25日，李国庆在微博表示，“我的表达给大家尤其是女性带来了困扰，深表歉意”。